# Aeroportul Municipal Plymouth
Aeroportul Municipal Plymouth (IATA: PYM, ICAO: KPYM, FAA LID: PYM) este un aeroport din Massachusetts, Statele Unite ale Americii ce deservește zona Comitatul Plymouth, Massachusetts. Aeroportul a fost tranzitat în 2019 de 76 de pasageri.
Situat la o altitudine de 45 m, aeroportul dispune de 2 piste.

## Infrastructură

### Piste
Aeroportul dispune de 2 piste. Pista 6/24 are suprafața de asfalt și dimensiunile 4.350 picioare × 75 picioare. Pista 15/33 are suprafața de asfalt și dimensiunile 4.350 picioare × 75 picioare. 